# Johan Mina Mendoza
Johan Andreé Mina Mendoza (Guayaquil, Guayas, Ecuador; 15 de mayo de 2002) es un futbolista ecuatoriano. Juega de centrocampista y su equipo actual es Maricá Futebol Clube de la Serie D de Brasil.

## Trayectoria
Comenzó su carrera con Emelec a la edad de once años, sin embargo una disputa contractual significó que no jugó fútbol en absoluto entre 2018 y 2020. Estuvo vinculado con los clubes españoles e ingleses Barcelona y Chelsea, pero finalmente fichó por el Werder Bremen de Alemania. En octubre de 2019 cuando aún estaba en Emelec, fue nombrado por el diario inglés The Guardian como uno de los mejores jugadores nacidos en 2003 a nivel mundial.
No pudo establecerse como titular en el Werder Bremem y fue relegado al equipo juvenil, muy lejos de su posición natural de falso nueve. A pesar de ganar la liga sub-23 de Portugal con el Estoril Praia, Mina solo sumó diez apariciones en toda la temporada.
En julio de 2022 regresó a Emelec cedido por un año por el Werder Bremen. Sin embargo nuevamente luchó por el tiempo de juego, y se rumoreaba que el préstamo se interrumpiría en noviembre de 2022. Dejó el club alemán en junio de 2024 en condición de jugador libre.
En diciembre de 2024 fue anunciado en el Maricá Futebol Clube de Brasil, equipo del estado de Río de Janeiro que disputa el Campeonato Carioca y la Cuarta División de ese país.

## Selección nacional

### Categorías inferiores
Fue internacional con la selección de fútbol sub-17 de Ecuador.
En el 2018 fue convocado por el entrenador Javier Rodríguez para el desarrollo de microciclos. Formó parte del equipo que representó a Ecuador en el Sudamericano sub-17 de 2019 disputado en Perú, en el certamen Mina le anotó un triplete a Chile, por la tercera fecha, en la victoria de Ecuador 3-2. Posteriormente anotó un gol en el hexagonal final ante Argentina en la victoria 2-1, resultado que le fue útil a Ecuador para lograr la clasificación al Mundial sub-17 de 2019 que se llevó a cabo en Brasil en el mes de noviembre. Al final de la participación ecuatoriana fue el goleador del Campeonato Sudamericano con seis goles.

#### Participaciones en Sudamericanos
| Campeonato                              | Sede      | Resultado    | Partidos | Goles |
| --------------------------------------- | --------- | ------------ | -------- | ----- |
| Sudamericano Sub-15 de 2017             | Argentina | Primera fase | ¿?       | ¿?    |
| Sudamericano Sub-17 de 2019             | Perú      | Cuarto lugar | 8        | 6     |
| Preolímpico Sudamericano Sub-23 de 2020 | Colombia  | Primera fase | 2        | 0     |

#### Participaciones en Copas del Mundo
| Campeonato                  | Sede   | Resultado        | Partidos | Goles |
| --------------------------- | ------ | ---------------- | -------- | ----- |
| Copa Mundial Sub-17 de 2019 | Brasil | Octavos de final | 4        | 2     |

## Estadísticas

### Clubes
Actualizado al último partido disputado el 17 de mayo de 2024.
| Club                        | Div.          | Temporada     | Liga  | Liga  | Liga   | Copas nacionales | Copas nacionales | Copas nacionales | Copas internacionales | Copas internacionales | Copas internacionales | Otros | Otros | Otros  | Total | Total | Total  |
| Club                        | Div.          | Temporada     | Part. | Goles | Asist. | Part.            | Goles            | Asist.           | Part.                 | Goles                 | Asist.                | Part. | Goles | Asist. | Part. | Goles | Asist. |
| --------------------------- | ------------- | ------------- | ----- | ----- | ------ | ---------------- | ---------------- | ---------------- | --------------------- | --------------------- | --------------------- | ----- | ----- | ------ | ----- | ----- | ------ |
| Werder Bremen II · Alemania | 4.ª           | 2021-22       | 0     | 0     | 0      | —                | —                | —                | —                     | —                     | —                     | —     | —     | —      | 0     | 0     | 0      |
| Estoril Portugal            | 1.ª           | 2021-22       | 0     | 0     | 0      | —                | —                | —                | —                     | —                     | —                     | —     | —     | —      | 0     | 0     | 0      |
| Estoril Portugal            | Total club    | Total club    | 0     | 0     | 0      | 0                | 0                | 0                | 0                     | 0                     | 0                     | 0     | 0     | 0      | 0     | 0     | 0      |
| Emelec · Ecuador            | 1.ª           | 2022          | 0     | 0     | 0      | —                | —                | —                | —                     | —                     | —                     | —     | —     | —      | 0     | 0     | 0      |
| Emelec · Ecuador            | 1.ª           | 2023          | 0     | 0     | 0      | —                | —                | —                | —                     | —                     | —                     | —     | —     | —      | 0     | 0     | 0      |
| Emelec · Ecuador            | Total club    | Total club    | 0     | 0     | 0      | 0                | 0                | 0                | 0                     | 0                     | 0                     | 0     | 0     | 0      | 0     | 0     | 0      |
| Werder Bremen II · Alemania | 5.ª           | 2023-24       | 17    | 3     | 1      | —                | —                | —                | —                     | —                     | —                     | —     | —     | —      | 17    | 3     | 1      |
| Werder Bremen II · Alemania | Total club    | Total club    | 17    | 3     | 1      | 0                | 0                | 0                | 0                     | 0                     | 0                     | 0     | 0     | 0      | 17    | 3     | 1      |
| Maricá F. C. · Brasil       | 4.ª           | 2025          | 1     | 0     | 0      | —                | —                | —                | —                     | —                     | —                     | 0     | 0     | 0      | 1     | 0     | 0      |
| Maricá F. C. · Brasil       | Total club    | Total club    | 1     | 0     | 0      | 0                | 0                | 0                | 0                     | 0                     | 0                     | 0     | 0     | 0      | 1     | 0     | 0      |
| Total carrera               | Total carrera | Total carrera | 18    | 3     | 1      | 0                | 0                | 0                | 0                     | 0                     | 0                     | 0     | 0     | 0      | 18    | 3     | 1      |

## Palmarés

### Campeonatos nacionales
| Título                  | Club    | País     | Año  |
| ----------------------- | ------- | -------- | ---- |
| Liga de Portugal Sub-23 | Estoril | Portugal | 2022 |

### Distinciones individuales
| Distinción                                            | Año  |
| ----------------------------------------------------- | ---- |
| Goleador del Campeonato Sudamericano Sub-17 (6 goles) | 2019 |